# Christina Yannetsosová
Christina Julia Yannetsosová (* 7. května 1983) je bývalá americká zápasnice – judistka.

## Sportovní kariéra
S judem začala v 5 letech rodném North Miami Beach. Na střední škole Michael Krop High School se věnovala americkému tradičnímu zápasu. V americké ženské reprezentaci se pohybovala od roku 2001 ve střední váze do 70 kg. V roce 2004 vybojovala panamerickou kontinentální kvótu pro start na olympijských hrách v Athénách. V červnu na americké olympijské kvalifikaci však prohrála ve finále s veteránkou Celitou Schutzovou a v Athénách nestartovala. Od roku 2005 se v reprezentaci neprosazovala.

## Výsledky
| Turnaj                  | 2000 | 2001         | 2002         | 2003         | 2004         |
| Turnaj                  | 17   | 18           | 19           | 20           | 21           |
| Turnaj                  | -63  | střední váha | střední váha | střední váha | střední váha |
| ----------------------- | ---- | ------------ | ------------ | ------------ | ------------ |
| Olympijské hry          | —    |              |              |              | —            |
| Mistrovství světa       |      | —            |              | úč.          |              |
| Panamerické hry         |      |              |              | 2.           |              |
| Panamerické mistrovství | —    | —            | 5.           | 5.           | 3.           |
| MS juniorů              | úč.  |              | 5.           |              |              |